# St. Maria (Bernhardswend)

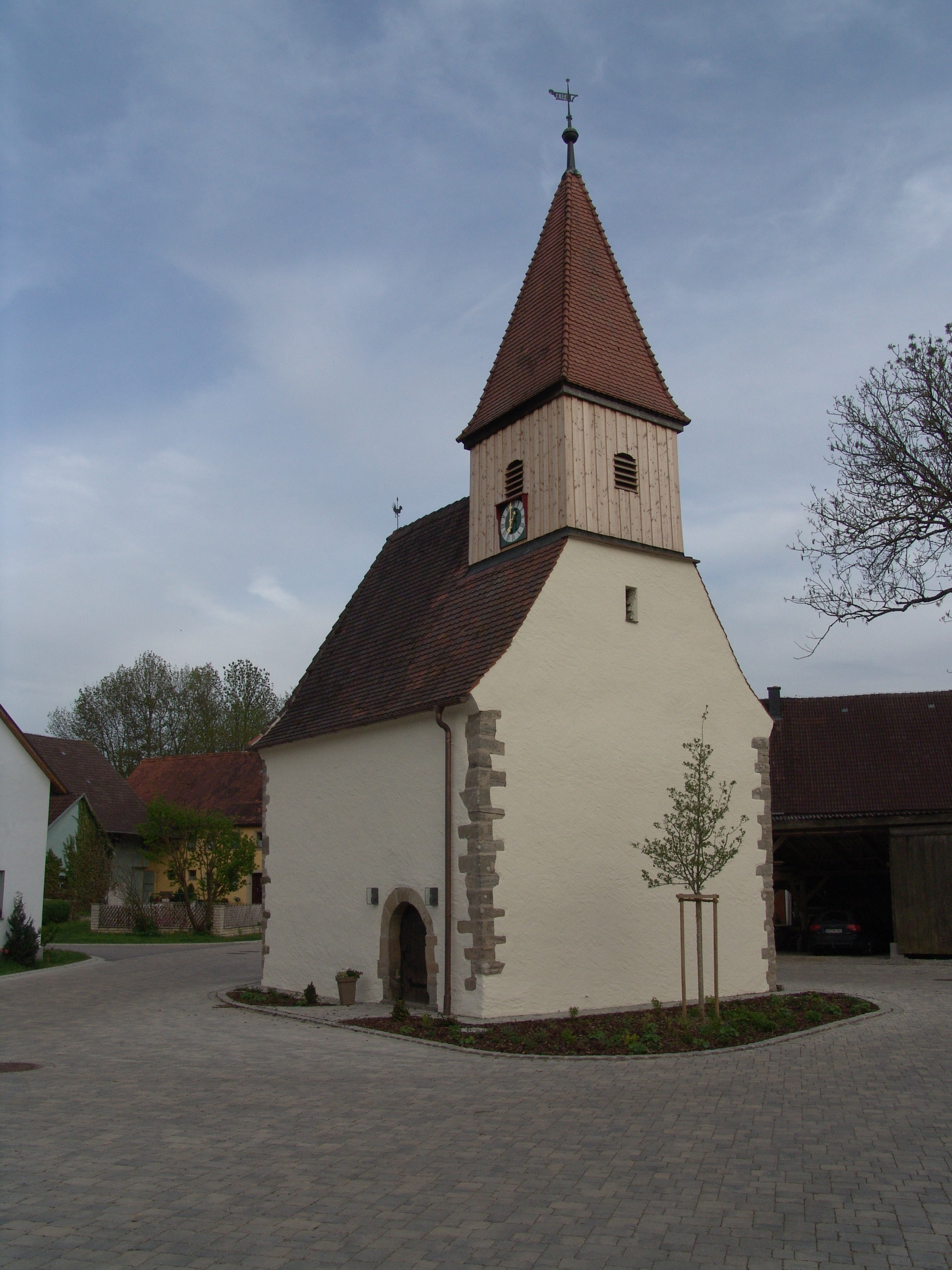
St. Maria (Bernhardswend)

Die evangelische Filialkirche St. Maria ist ein denkmalgeschütztes Kirchengebäude, das in Bernhardswend, einem Gemeindeteil der Großen Kreisstadt Dinkelsbühl im Landkreis Ansbach (Mittelfranken, Bayern) steht. Das Bauwerk ist unter der Denkmalnummer D-5-71-136-670 als Baudenkmal in die Bayerische Denkmalliste eingetragen. Die Kapelle gehört zur Kirchengemeinde St. Peter im Gemeindeteil Sinbronn von Dinkelsbühl im Evangelisch-Lutherischen Dekanat Dinkelsbühl im Kirchenkreis Ansbach-Würzburg der Evangelisch-Lutherischen Kirche in Bayern.

## Beschreibung
Das Kirchenschiff der kleinen Saalkirche aus dem 14. Jahrhundert hat einen dreiseitig geschlossenen Chor im Osten. Aus dem Satteldach des Kirchenschiffs erhebt sich im Westen ein quadratischer, mit einem Pyramidendach bedeckter Dachreiter, der die Turmuhr und den Glockenstuhl beherbergt.